# Serrat de la Descàrrega
El Serrat de la Descàrrega és un serrat dels termes municipals de Castellcir i Castellterçol, a la comarca del Moianès. És a la Vall de Marfà, a l'extrem oriental d'aquest enclavament del terme de Castellcir, i a prop de l'extrem nord del terme de Castellterçol. La seva part més baixa, a l'extrem nord-est, és totalment dins de la vall de Marfà, mentre que la part mitjana i alta fa de termenal entre Castellterçol i Castellcir, a la mateixa Vall de Marfà. A l'extrem sud-oest enllaça amb el Serrat de Pujalt. La masia de Pujalt és a ponent de l'extrem sud-occidental del serrat, i la del Saiolic, als peus de l'extrem nord-est.